# Renau
Pour l’artiste espagnol, voir Josep Renau.
Renau est une commune de la province de Tarragone, en Catalogne, en Espagne, de la comarque de Tarragonès.